# Театральный квартал (Нью-Йорк)
Театральный квартал (англ. Theater District) — квартал в Мидтауне Манхэттена, где сосредоточены крупнейшие бродвейские театры, а также другие театры, кинотеатры, рестораны, отели и прочие развлекательные учреждения. Участок Бродвея, который проходит по территории Театрального квартала, называют Великий белый путь (англ. The Great White Way).

## Границы
Правительство Нью-Йорка определяет в качестве границ квартала 40-ю и 57-ю улицы и Шестую и Восьмую авеню, с дополнительной областью к западу от Восьмой авеню от 42-й до 45-й улицы. С 2018 года театр Вивиан Бомонт, входящий в Линкольн-центр — единственный бродвейский театр, расположенный вне Театрального района.

## История
В 1836 году мэр Корнелиус Лоуренс открыл 42-ю улицу, которая должна была поспособствовать расширению города на север, со словами: «поезжайте в верхнюю часть города и насладитесь чистым, свежим воздухом». В Театральный район начали приходить театры и рестораны после того, как Метрополитен-опера переехала на Западную 39-ю улицу и Бродвей в 1883 году. Так, в 1889 году на 42-й улице Оскар Хаммерстайн I открыл свой театр Виктория. В 1899 году, с запуском электрифицированных трамвайных линий, транспортная доступность Театрального квартала значительно улучшилась, а в 1904 году через район была пущена линия IRT нью-йоркского метрополитена.
«Великий белый путь» — прозвище участка Бродвея в Мидтауне, который охватывает Театральный квартал. В 1880 году участок Бродвея между Юнион- и Мэдисон-скверами был освещён дуговыми лампами Браша, что сделало Бродвей одной из первых улиц с электрическим освещением в Соединённых Штатах:1063. К 1890-м годам участок с 23-й по 34-ю улицу настолько ярко освещался электрическими рекламными вывесками, что его начали называть «Великим белым путём»:1066. С другой стороны, по версии американского этимолога Барри Попика, первоначальный источник этого прозвища — снег: в 1901 году вышла новелла «Великий белый путь», посвящённая Антарктиде. 23 ноября того же года о ней была опубликована заметка в газете New York Evening Telegram; по совпадению тогда же в городе прошёл обильный снегопад. Пионер уличной электрической рекламы О. Джей Гуд (англ. O. J. Gude), продававший поверхности на зданиях вокруг Таймс-сквер, взял этот термин на вооружение. Так он и приобрёл свою популярность:182–83.
К 1970-м годам 42-я улица пришла в упадок; на ней расплодились кинотеатры с фильмами для взрослых, пип-шоу и грайндхаусы. В те годы район пользовался у ньюйоркцев дурной славой. Однако весной 1982 года бродвейский продюсер Джозеф Папп запустил кампанию по сохранению театров и приданию им статуса исторических достопримечательностей:107. Благодаря его усилиям в 1990-х годах Театральный квартал получил второе дыхание. Большинство злачных заведений закрылось, тогда как появилось множество новых театров, многозальных кинотеатров, ресторанов и туристических достопримечательностей.

Некоторые театры квартала
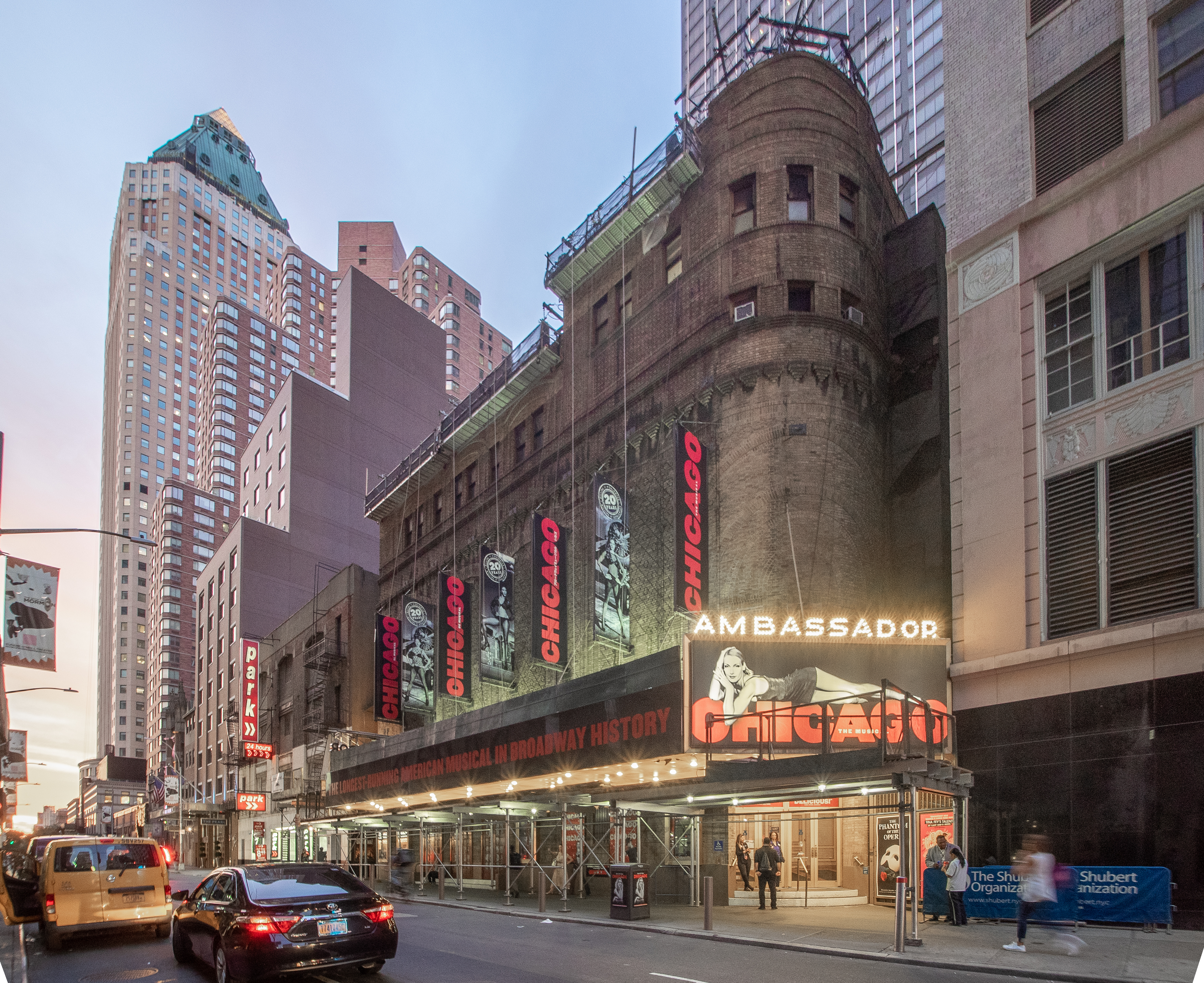
«Амбассадор»
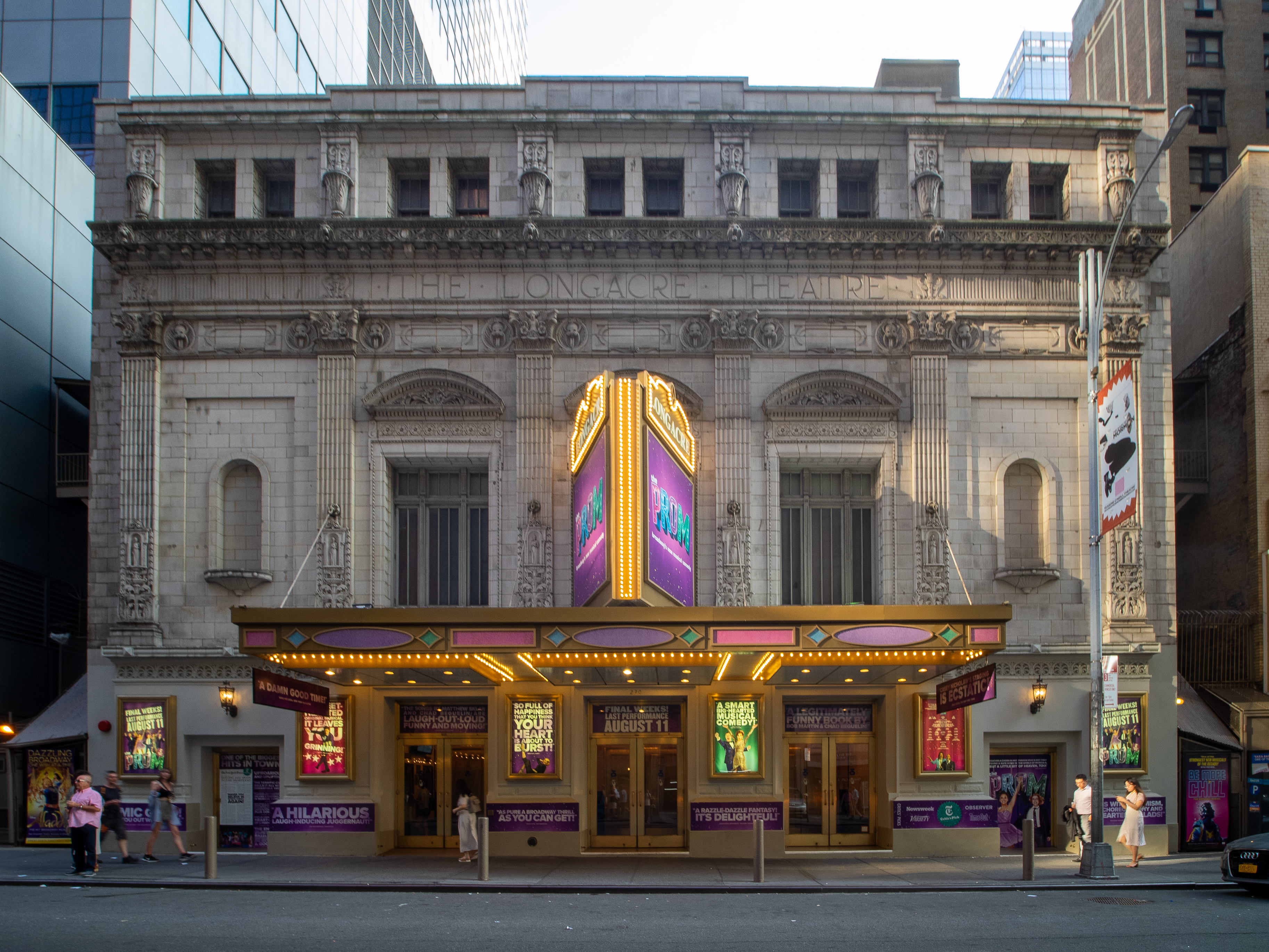
«Лонгакр»
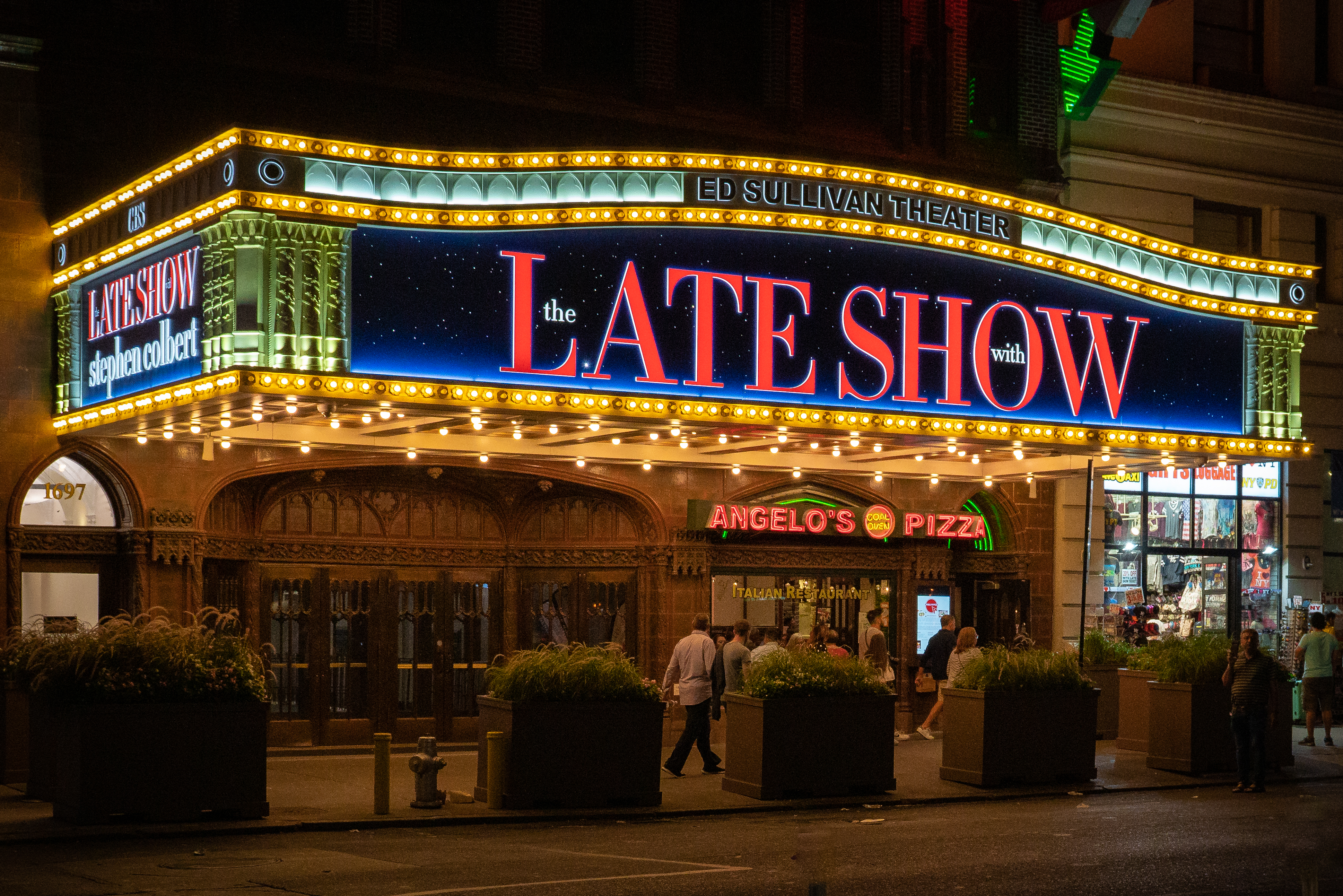
Театр Эда Салливана
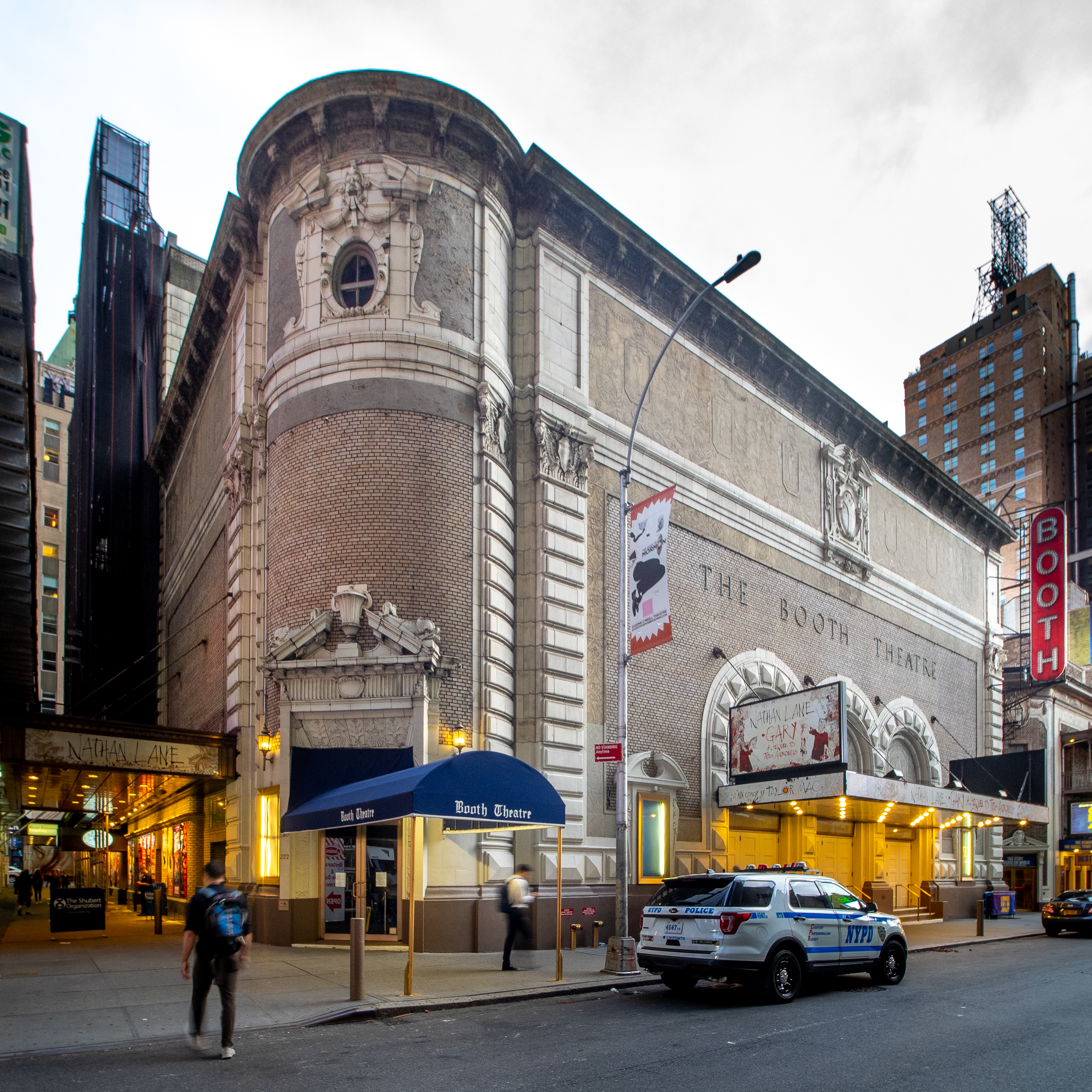
Театр Бута